# Boeing EA-18G Growler
De Boeing EA-18G Growler is een doorontwikkelde tweepersoonsversie van de moderne marine-aanvalsjager F/A-18F Super Hornet. De Growler werd vanaf 2007 gefaseerd bij de US Navy ingevoerd onder gelijktijdige afstoting van zijn voorganger.
De EA-18G is bedoeld voor elektronische oorlogvoering en werd ontwikkeld ter vervanging van de verouderende Grumman EA-6 Prowler. Dit toestel werd in 1971 geïntroduceerd en is na jarenlange inzet aan het eind van zijn operationele levensduur gekomen. 

## Algemeen
Toekomstige hoofdtaken van de EA-18G Growler zijn
- Electronic attack (EA)
- Suppression of Enemy Air Defences (SEAD)

Het toestel beschikt over elf wapensystemen om deze taken uit te kunnen voeren. Het toestel onderscheidt zich van de F/A-18F Super Hornet door structurele wijzigingen aan het airframe en door de installatie van extra avionica en systemen voor de AEA (airborne electronic attack)-missie. Hierdoor veranderde de oorspronkelijke lege massa naar 15.000 kg en de landingsmassa naar 21.775 kg.
Gedurende zijn missie als actieve stoorzender heeft het toestel de mogelijkheid om gegevens door te zenden aan andere lucht-, zee- en landstrijdkrachten.
Op het land zullen de EA-18G Growlers worden gestationeerd op Naval Air Station Whidbey Island, in de staat Washington; op zee worden de toestellen verdeeld over diverse operationele squadrons op vliegdekschepen.

## Ontwikkeling
De US Navy sloot in december 2003 een contract voor het ontwerp, de ontwikkeling en de demonstratie van het gehele EA-18 systeem.
Het contract voor de eerste serie van vier productietoestellen werd in juli 2006 getekend en de eerste testvlucht verliep zeer succesvol in augustus 2006, gevolgd door de levering van twee testvliegtuigen aan de marine in september en november van hetzelfde jaar. De eerste productietoestellen werden vanaf 2007 aan de USN geleverd.
Het Naval Air Systems Command PMA-265 is de contracterende instantie van de marine. De firma Boeing is verantwoordelijk voor de bouw en integratie van de wapensystemen-integreerder en leidt ook het industriële team. De firma Northrop Grumman is verantwoordelijk voor de uitvoering van alle luchtmobiele elektronische aanvalscomponenten. De feitelijke fabricage gebeurt in fabrieken van de firma’s Boeing, Northrop/Grumman, General Electric en Raytheon.

## Uitrusting
De Growler is door de firma Northrop/Grumman uitgerust met zogenaamde Advanced Airborne Electronic Attack (AAEA) mogelijkheden. Deze bestaan uit een scala van zeer moderne bewapening en geavanceerde sensoren en communicatiesystemen die op het hiervoor gewijzigde airframe van de F/A-18 Super Hornet zijn aangebracht.
Een van de verschillen in uitrusting tussen de 'gewone' F/A-18 en de Growler is het ontbreken van raketten aan de vleugeltippen. Deze zijn bij de Growler vervangen door ontvangers in gondels (pods) aan de vleugeltippen. De overige ophangpunten zijn bestemd voor de andere pods voor elektronische oorlogvoering en voor raketbewapening.
De constructie bestaat uit lichte, uit aluminiumlegering bestaande vleugels waarin meerdere versterkingen en zeer lichte, sterke, uit grafiet en epoxy gemaakte panelen en luiken zijn aangebracht. De fabrikant Northrop/Grumman levert het achterdeel en het centrale deel van het toestel en de firma EADS/CASA structurele componenten zoals panelen voor de achterzijde, de horizontale staartvlakken, flaps, hoogte en richtingsroeren en de luchtremmen.
Het Menasco landingsgestel bestaat uit totaal vier wielen en draait tijdens het intrekken door 90° heen. De Messier-Dowty neuswielsectie heeft een dubbel neuswiel en is uitgerust met een universeel aansluitpunt voor een katapult. Onder de achterkant van het toestel zit de gebruikelijke vanghaak.
De aandrijflijn bestaat uit twee F414-General Electric-400 turbofan motoren voorzien van naverbranders. In de airframe structuur werden hiervoor speciaal titanium brandschotten aangebracht. Deze motoren moeten resp. zonder en met naverbranders 62 kN en 98 kN stuwkracht leveren.
De G1 Growler heeft drie AN/ALQ-99 radar jamming pods, een AN/ALQ-218(V)2 ontvanger en een Raytheon AN/ALQ-227 communicatie countermeasure system; voor het onderbrengen van deze beide systemen werd het oorspronkelijke boordgeschut van de F/A-18 verwijderd. De AN/ALQ-99 jammer op de block 1 Growler wordt geleverd door de firma EDO Corporation. De AN/ALQ-99 ontvangantennes zitten in de staart van het toestel en de AN/ALQ-99 pod herbergt de versterkers en de zendantennes; deze veroorzaken de voor het personeel gevaarlijke hoogfrequente straling.
De G2 Growler is uitgerust met een APG-79 multi-mode radar voorzien van passieve detectie mode en actieve radar onderdrukking en een ALQ-218(V)2 digitale radarverklikker met een hieraan gekoppelde ALE-47 countermeasure dispenser. De door Raytheon Space and Airborne Systems geleverde hypermoderne tactische APG-79 Active Electronically Scanned Array (AESA) radar bezit zowel lucht-lucht als lucht-grond capaciteit en onderkent detectie, doelaanwijzing, doelberekening en zelfbescherming modes.

## Bewapening op maat
- in surveillanceconfiguratie wordt de Growler bewapend met twee AIM-120 AMRAAM lucht-luchtraketten voor zelfverdediging.
- tijdens stand-off jamming en escort jamming missies wordt het toestel bewapend met twee AGM-88 HARM anti-radarraketten en twee AIM-120 AMRAAM raketten.
- in aanvalsconfiguratie wordt het toestel voorzien van twee AGM-88 HARM raketten, twee AGM-154 Joint Stand-Off Weapons (JSOW) en twee AIM-120 AMRAAM raketten.

De bemanning wordt ondersteund door een op de helm gemonteerd zichtvolgsysteem dat is ontwikkeld door de firma’s Rockwell Collins en Elbit.
Deze uitrusting geeft de bemanning de zeer belangrijke 'first look, first shot' mogelijkheid waarbij, ook tijdens vliegbewegingen die hoge g-krachten vereisen, alle wapensystemen tegen de vijand ingezet kunnen worden. Alle wapens worden namelijk constant gericht naar waarheen de vlieger kijkt.

## Cockpit
De cockpit biedt plaats aan één vlieger (voor-) en één electronic warfare officer (achterin), en uitgerust met touch-screen lcds voor de missiesystemen, een tactisch kleuren-lcd-scherm en twee multipurpose lcd-schermen. Alle schermen bezitten de Tactical Aircraft Moving Map Capaciteit (TAMMAC). Het toestel is uitgerust met Hands-On Throttle and Stick (HOTAS) en volledige digitale fly-by-wire bediening.